# Rhachomyces philonthinus
Rhachomyces philonthinus Thaxt. – rodzaj grzybów z rzędu owadorostowców (Laboulbeniaceae). Grzyby mikroskopijne, pasożyty stawonogów, głównie owadów (grzyby entomopatogeniczne).

## Systematyka
Pozycja w klasyfikacji według Index Fungorum: Rhachomyces, Laboulbeniaceae, Laboulbeniales, Laboulbeniomycetidae, Laboulbeniomycetes, Pezizomycotina, Ascomycota, Fungi.
Gatunek ten opisał Roland Thaxter w 1900 r. na owadach z rodzaju Philonthus na Wyspie św. Heleny i w Anglii.

## Charakterystyka
Są obligatoryjnymi pasożytami zewnętrznymi owadów, to znaczy, że nie mogą przetrwać poza nimi i pasożytują na ich zewnętrznej powierzchni ciała. Tworzą mikroskopijną, kilkukomórkową plechę, która tylko stopą wrasta do chitynowego oskórka owadów, cała plecha zaś wystaje ponad oskórkiem. Nie powodują śmierci owadów i zazwyczaj wyrządzają im niewielką szkodę. W Polsce Tomasz Majewski w 1994 i 2000 r. podał występowanie tego gatunku na chrząszczach (Coleoptera) z rodziny kusakowatych (Staphylinidae), należących do gatunków: Paragrabius rubripennis, Philonthus confinis, Philonthus corvinus, Philonthus cruentatus, Philonthus fimetarius, Philonthus fumarius,  Philonthus marginatus,  Philonthus sordidus, Philonthus varians, Spatulonthus longicornis, Spatulonthus parvicornis.